# コーセル
コーセル株式会社（英: Cosel Co., Ltd.）は、富山県富山市に本社を置く、スイッチング電源およびノイズフィルターを製造販売している企業である。

## 沿革
- 1967年（昭和42年）2月 - 『キムラ電気販売』として個人創業。富山市安住町にあった工場内の一角を借りて事務所を設ける。後に自社の事務所を富山市小島町に構える[1]。
- 1969年（昭和44年）7月 - 『エルコー株式会社』設立[2]。
  - 事業の主柱に据えたいとの願いを込めて『Electronics』と「Control」を組み合わせて『ELCO』と命名した[3]。
- 1971年（昭和46年） - 富山市諏訪川原にあった風呂屋の2階に事務所を移転[4]。
- 1973年（昭和48年）7月 - 現在地に本社・工場を移転[4][3]。
- 1980年（昭和55年）7月 - 本社工場を増築し、合計4,091m2となる[4][3]。
- 1988年（昭和63年）7月25日 - 立山工場が着工[5]。
- 1989年（平成元年）3月 - 立山工場が完成[4][3]。
- 1990年（平成2年）2月 - アメリカ合衆国カリフォルニア州サンノゼに販売子会社『U・S・エルコー』が開設される[6][3]。
- 1992年（平成4年）4月1日 - 現在の社名に変更[7]。
  - 社名の改名したのは、販売子会社の進出先であるアメリカに既に『エルコーインターナショナル』という会社があったためで、同社との混同を防ぐためであった[6]。某社員の『ELCO』の文字をひっくり返した『COEL』という提案が出る中、当時のアメリカでは4文字だと類似の企業が多く商標が取れないことから、中間に『S』を入れることで「超すエルコー」という願いを込めて『COSEL』となった[6]。また、CO：調和・共同、S：組織、E：電子技術、L：快活な、の4つの単語の頭文字をとって構成された造語という意味もある[3]。
- 1994年（平成6年）12月 - 株式を店頭登録。
- 1999年（平成11年）1月25日 - 東京証券取引所、名古屋証券取引所各2部上場[8]。
- 2000年（平成12年）
  - 4月20日 - 東京証券取引所、名古屋証券取引所から1部上場への昇格の承認を受けた[9]。
  - 5月1日 - 東京証券取引所、名古屋証券取引所各1部指定替え[10]。（名証は2003年（平成15年）上場廃止）
- 2002年（平成14年）5月 - 本社にて4階建鉄骨社屋を増築[3]。
- 2007年（平成19年）5月 - 立山工場、2階建鉄骨工場を増築[3]。
- 2018年（平成20年）8月	- 富山県富山市上赤江町の本社西側にR&Dセンター（鉄骨5階建て）が完成[11]。同年9月10日に公開[12]し、同年10月中旬より稼働開始[11]。
- 2024年（令和6年）4月30日 - 台湾のライトン・テクノロジーと資本・業務提携契約を結ぶ。これによりライトン・テクノロジーはコーセルの19.99%の株式を持つ筆頭株主になる[13]。

## 所在地
- 本社 富山県富山市上赤江町1-6-43
- R&Dセンター 富山県富山市上赤江町一丁目5番1号
- 立山工場 富山県中新川郡立山町道源寺78

### グループ会社
- COSEL USA INC.（アメリカ合衆国、カリフォルニア州サンノゼ）
- COSEL EUROPE GmbH（ドイツ、フランクフルト）
- COSEL ASIA LTD.（香港）
- COSEL (SHANGHAI) ELECTRONICS CO., LTD.（科索（上海）電子有限公司）（中華人民共和国、上海市）
- WUXI COSEL ELECTRONICS CO., LTD.（無錫科索電子有限公司）（中華人民共和国、無錫市）
- SHANGHAI COSEL INTERNATIONAL TRADING CO., LTD.（上海科素商貿有限公司）（中華人民共和国、上海市）
- COSEL VIETNAM CO.,LTD.（ベトナム、ホーチミン）
- Powerbox International AB（スウェーデン、ヘゲルステン）

## その他
1900年より、「失敗の表彰」の制度を導入した。これは社員が犯した大きな失敗を称えて優良社員の表彰よりも大きい報酬を贈る制度であり、社員が失敗を恐れずに挑戦する雰囲気を醸成させるという狙いがある。